# Michael Piccolruaz
Michael Piccolruaz (ur. 31 grudnia 1995 w Merano) – włoski wspinacz sportowy. Specjalizuje się w boulderingu, w prowadzeniu oraz we wspinaczce łącznej. Brązowy medalista mistrzostw Europy z 2017 we wspinaczce łącznej
.

## Kariera sportowa
Brązowy medalista mistrzostw Europy z 2017 w Monachium we wspinaczce łącznej.
Wielokrotny uczestnik prestiżowych zawodów wspinaczkowych Rock Master we włoskim Arco.
W 2019 w japońskim Hachiōji brał w mistrzostwa świata, gdzie w konkurencji wspinaczki łącznej zajął 14 miejsce. Wywalczona lokata pozwoliła uzyskać kwalifikację olimpijską we wspinaczce sportowej na IO 2020 w Tokio dzięki podjętej decyzji Komisji olimpijskiej w dniu 30 kwietnia 2020.

## Osiągnięcia

### Mistrzostwa świata
| Konkurencje        | 2014 | 2016 | 2018 | 2019 |
| Bouldering         | 35   | 21   | 99   | 19   |
| Prowadzenie        | –    | –    | 61   | 39   |
| Wspinaczka na czas | –    | –    | 63   | 30   |
| Wspinaczka łączna  | –    | –    | x    | 14   |

### Mistrzostwa Europy
| Konkurencje        | 2015 | 2017 | 2019 |
| Bouldering         | 35   | 21   | –    |
| Prowadzenie        | –    | 61   | –    |
| Wspinaczka na czas | –    | 63   | –    |
| Wspinaczka łączna  | –    | 3    | x    |

### Rock Master
| Konkurencje | 2013 | 2014 | 2016 | 2013 | 2016 |
| Bouldering  | 4-5  | 8    | 4    | 6    | 6    |